# Blikfløjte
En blikfløjte eller tinfløjte (eng. tinwhistle) er en lille diatonisk fløjte lavet af blik, som bruges meget i den irske og skotske folkemusik. Blev på engelsk kaldt en pennywhistle, fordi den kunne købes for en britisk penny før i tiden.
Der er intet tommefingerhul, men det er meget let at overblæse på fløjten. Typemæssigt svarer dette til fx fløjter fra Rumænien og middelalderens fløjter.
Oprindeligt var fløjten af tin, med en indsat blok af træ (clarke), denne model kan ikke stemmes. Siden kom en model med et hoved af plastik og et krop af tin eller messing (Generation) messingkroppen har en blødere klang, nogle fabrikanter bruger også aluminium og legeringer af flere metaller. Plastikhovedet er limet fast, men man kan fjerne limen, så hovedet kan forskydes og man kan stemme fløjten.
Clarkes blikfløjter er omvendt koniske, mens andre er cylindriske.